# Campeonato Mundial de Ginástica Artística de 2014 - Barras assimétricas feminino
A competição das barras assimétricas feminino do Campeonato Mundial de Ginástica Artística de 2014 foi sua final disputada no dia 11 de outubro. A qualificatória que definiu as ginastas finalistas foi disputada em 5 e 6 de outubro.

## Medalhistas
| Ouro   | CHN Yao Jinnan        |
| Prata  | CHN Huang Huidan      |
| Bronze | RUS Daria Spiridonova |

## Resultados

### Qualificatória
Esses são os resultados da qualificatória.
| Pos. | Ginasta                  | Total  | Nota |
| ---- | ------------------------ | ------ | ---- |
| 1    | CHN Yao Jinnan           | 15,666 | Q    |
| 2    | CHN Huang Huidan         | 15,333 | Q    |
| 3    | CHN Tan Jiaxin           | 15,333 |      |
| 4    | USA Ashton Lockear       | 15,233 | Q    |
| 5    | RUS Aliya Mustafina      | 15,166 | Q    |
| 6    | GBR Rebecca Downie       | 15,166 | Q    |
| 7    | RUS Daria Spiridonova    | 15,100 | Q    |
| 8    | GER Lisa Katharina Hill  | 15,100 | Q    |
| 9    | RUS Ekaterina Kramarenko | 14,766 |      |
| 10   | GBR Ruby Harrold         | 14,733 | Q    |
| 11   | AUS Larissa Miller       | 14,666 | R    |
| 12   | USA Kyla Ross            | 14,650 | R    |
| 13   | RUS Tatiana Nabieva      | 14,600 |      |
| 14   | CHN Shang Chunsong       | 14,558 |      |
| 15   | VEN Jessica López        | 14,433 | R    |

- Q - qualificada para a final
- R - reserva

### Final
Esses são os resultados da final.
| Pos. | Ginasta                 | Nota D | Nota E | Pen. | Total  |
| ---- | ----------------------- | ------ | ------ | ---- | ------ |
|      | CHN Yao Jinnan          | 6,900  | 8,733  |      | 15,633 |
|      | CHN Huang Huidan        | 6,800  | 8,766  |      | 15,566 |
|      | RUS Daria Spiridonova   | 6,400  | 8,883  |      | 15,283 |
| 4    | USA Ashton Lockear      | 6,500  | 8,766  |      | 15,266 |
| 5    | GBR Rebecca Downie      | 6,600  | 8,566  |      | 15,166 |
| 6    | RUS Aliya Mustafina     | 6,300  | 8,800  |      | 15,100 |
| 7    | GER Lisa Katharina Hill | 6,300  | 8,033  |      | 14,333 |
| 8    | GBR Ruby Harrold        | 6,100  | 7,566  |      | 13,666 |